# Oued Sabah
Oued Sabah là một đô thị thuộc tỉnh Aïn Témouchent, Algérie. Dân số thời điểm năm 2002 là 9.478 người.